# De fyra ädla sanningarna
De fyra ädla sanningarna är inom buddhismen de fyra sanningar om vår tillvaro så som Śākyamuni Buddha presenterade i den första undervisning han gav i Hjortparken i Sarnath. "Ädla" i det här sammanhanget inte ett adjektiv som refererar till de fyra sanningarna, utan till de som förstår de fyra sanningarna. Därmed vore en mer bokstavligt korrekt översättning av begreppet "De ädlas fyra sanningar". "De ädla" syftar inte till vanliga människor som tror sig förstå de fyra ädla sanningarna, utan till de som verkligen har förstått och integrerat de fyra sanningarna i sin egen upplevelse. De fyra ädla sanningarna har varit objekt för många tolkningar och omfattande diskussioner inom de buddhistiska traditionerna.

## Första ädla sanningen (sanningen om dukkha)
Enligt den första ädla sanningen är födelse dukkha (vilket kan betyda lidande, otillfredsställelse, sorg, nöd, obehag eller frustration), ålderdom är dukkha, sjukdom är dukkha, att bli förenad med det som är obehagligt är dukkha, att bli separerad från det som är behagligt är dukkha och att inte få det man vill ha är dukkha. Med andra ord är känslomässig bundenhet till de fem aggregaten (skandha) dukkha. De fem aggregaten (skandha) är 1) kropp eller materia (rupa), 2) förnimmelser eller känslor (vedana), 3) iakttagelseförmågan eller varseblivning (samjna), 4) mentala dispositioner och viljeformationer (sankhara) och 5) medvetande (vijnana).
Att översätta dukkha till enbart "lidande" har mött starkt motstånd. Enligt Paul Williams har dukkha en mycket bred betydelse.
I de buddhistiska sutrorna delas dukkha in i tre kategorier; den första är smärta, såväl fysisk som känslomässig; den andra är den frustration som uppkommer vid förändringar, en form av dukkha som karaktäriseras av att inget finns för evigt – således är även lycka en sorts dukkha eftersom lyckan är förgänglig; den tredje är dukkha av betingade upplevelser – en dukkha till följd av att en grundläggande otillfredsställelse genomsyrar allt liv eftersom vår lycka är beroende av yttre förhållanden och den värld vi lever i är byggd av instabila och opålitliga förhållanden.

## Andra ädla sanningen (sanningen om orsaken av dukkha)
I buddhismen är individen ansvarig för sin egen dukkha. Dukkha uppkommer till följd av en törst efter fortsatt existens, en törst efter icke-existens och en törst efter njutning. Denna form av "törst" kan ta sig uttryck på många olika sätt. Tṛṣnā (sanskrit) eller taṇhā (pali) kan översättas till ”begär” eller ”törst”, men Robert Gethin menar att den buddhistiska termen innefattar någonting annat än vad som vanligtvis är kopplat till begreppet ”begär”. Enligt Paul Williams missförstås ofta den andra ädla sanningen i och med översättningen av tanha till ”begär”. Enligt honom är alla typer av begär inte dåliga. Det som är dåligt är det mycket starka begäret, som enligt honom bättre översätts till ”törst”.

## Tredje ädla sanningen (sanningen om upphörandet av dukkha)
Eftersom törst orsakar dukkha innebär det att om man kan få slut på denna törst kan man också få slut på dukkha. Genom att utrota orsaken till törsten - okunnigheten och ignorans - får man slut på törsten. Genom att se världen på det sätt som "den verkligen är", blir man av med denna okunnighet och således även dukkha. Det fullständiga slutet på dukkha är nirvana (pali: nibbana).

## Fjärde ädla sanningen (vägen till upphörandet av dukkha)
Den fjärde ädla sanningen säger att vägen till nirvana är den åttafaldiga vägen. I denna ingår:
- Rätt förståelse: Förståelse av de fyra ädla sanningarna[13][14]
- Rätt avsikt: Avsikt med grund i vänlighet och medkännande, samt avsikt fri från törst[13][14]
- Rätt tal: Avstå från att ljuga, vilseleda, såra och skvallra eller tala "löst".[13][14]
- Rätt handling: Avstå från att skada och döda levande varelser, att inte ta vad som inte är givet, samt avstå från att begå klandervärda sexuella handlingar (såsom äktenskapsbrott).[13][14]
- Rätt levebröd: Att tjäna in sitt levebröd med rätt tal och rätt handling.[13][14] En del menar att "rätt levebröd" inkluderar att avstå från att tjäna sitt levebröd genom att köpa/sälja/tillverka vapen, människor, kött, alkohol/droger, och gifter.[13]
- Rätt ansträngning: Förhindra att ogynnsamma sinnesstämningar uppstår, överge ogynnsamma sinnesstämningar, framkalla och utveckla gynnsamma sinnesställningar.[13][14]
- Rätt medveten närvaro: Fokus på kroppen, känslor, sinnet och den buddhistiska läran.[13][14]
- Rätt koncentration: Övning och utveckling av jhana (pali) eller dhyana (sanskrit), vilket är benämningen på olika meditativa tillstånd.[13][14]

Den åttafaldiga vägen kallas också för ”medelvägen” eller "mittenvägen".